# 下司犬
下司犬（シャーシィいぬ、英：Xiasi）とは、中国の貴州東部を原産とするガードドッグ・家畜管理用の犬種である。ミャオ族とトン族によって飼育されている極めて珍しい犬種である。別名はチャイニーズ・ダッグ・ハーディング・ドッグ（英Chinese Duck Herding Dog）であるが、あまり使われていない。

## 歴史
生い立ちは不明であるが、ミャオ族・トン族に古くから飼育されていて、めったに他地域には出ない希少な犬種である。中国ではチャウチャウなどの犬種を中華食材にしたりする犬食文化があるが、下司犬は専らワーキングドッグなどとして使われているため、一切食されることはなかった。もとから数が少なかったのではあったが、戦時中に中国政府が下した国内じゅうの飼い犬を撲殺するという無慈悲な命令によってさらに個体数が減少し、現在は何とか政府に内緒で隠して保護していたものから再び繁殖が行われ、少しずつ数を増やしてきている。大切に保護や繁殖が行われているため、絶滅の心配は少ないといわれている。
下司犬は過去も現在も同じ方法で使役されている。ひとつは家や家畜などの見張りをし、客が来たら吠えて主人に知らせる番犬・ガードドッグとしての使役で、もうひとつは別名のようにアヒルのような家畜を管理したり移動させたりするハーディング・ドッグをしての使役である。この地域の民族専用の犬種ではあるが、近年の愛犬ブームによって数頭が他地域にわたり、ペットとして飼われている可能性もある。

## 特徴
日本犬とよく似たスピッツタイプの中型犬である。目はルビー（紅玉）のように赤く、特別な魔力を秘めた宝石で出来ているという伝説もある。耳は短い立ち耳で茶色がかっていることもある。尾は巻き尾又は刺し尾（まっすぐな垂れ尾）。ショートコートは硬く、毛色は主にホワイトである。肉球や鼻が茶色もしくは黒のため、アルビノではない。筋肉質の体つきで胸が狭く、性格は忠実で温厚だが、見知らぬ人には簡単に心を許さない。

## 参考
中国語版記事 2008年1月21日 (一) 17:24版